# Het Zand ('s-Hertogenbosch)

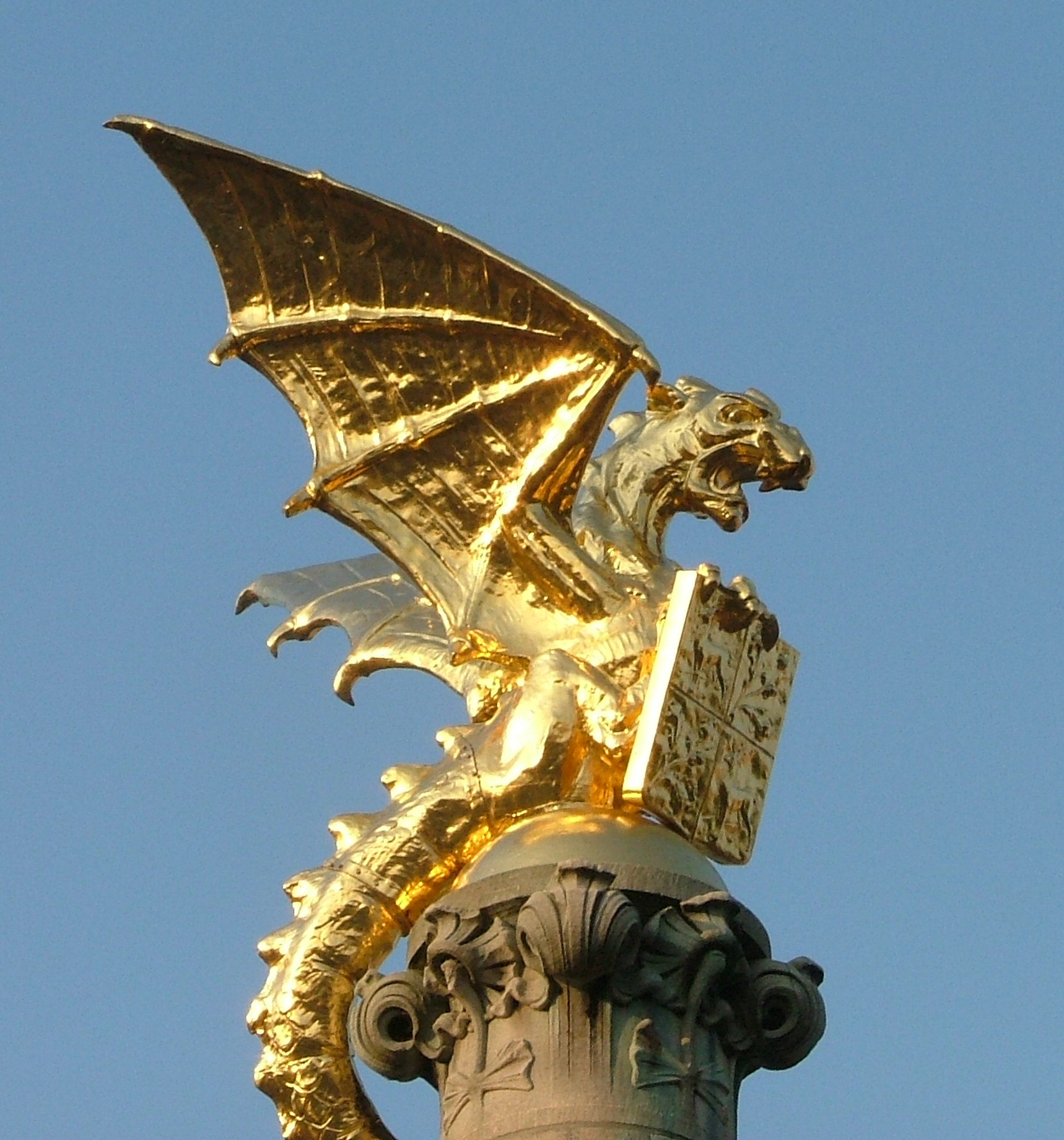
De Draak op het stationsplein.

Het Zand is een buurt in het stadsdeel de Binnenstad van 's-Hertogenbosch, in de Nederlandse provincie Noord-Brabant. De buurt is gebouwd van 1890 tot 1915, toen de stad zich uitbreidde na het slechten van delen van de vestingwerken. Aan de bouw ging een ophoging vooraf met zand, wat afgegraven is in de Vughtse heide. Hierdoor is de recreatieplas de IJzeren Man ontstaan. De buurt had in het begin de naam Het Nieuwe Terrein.
't Zand ligt aan de rand van de Binnenstad, bij het station. Een blikvanger in de buurt is de drakenfontein bij het Stationsplein. Eind 19e eeuw werd de buurt vormgegeven door de toenmalige stadsarchitect Jules Dony. Hij ontwierp 60 gebouwen, waarvan 20 aan de Stationsweg, de drakenfontein en de Sint Leonarduskerk.
De buurt 't Zand kan worden opgedeeld in noord- en een zuidkant. Het middelpunt hiervan is het (vierde) station 's-Hertogenbosch. Het eerste station van 's-Hertogenbosch stond 200 meter ten noorden tegenover de Sint Leonarduskerk. Deze in neogotische stijl gebouwde katholieke kerk is in 1971 gesloopt. Hiervoor kwam het kantoor van Brabants Dagblad in de plaats (1979-2013), en daarna appartementen. In deze buurt is te zien, dat de Tweede Wereldoorlog zijn sporen heeft nagelaten. Bij de bevrijding van 's-Hertogenbosch is een aantal gebouwen rondom het Emmaplein verwoest.
De kop van 't Zand (Noord) wordt gekenmerkt door vier voormalige fabriekspanden, die omgebouwd zijn tot culturele centra.
- De sigarenfabriek Goulmy & Baar omgedoopt tot W2 Poppodium, een expositieruimte voor hedendaagse kunst, en ateliers.
- De koekjesfabriek van Verkade omgedoopt tot cultureel centrum Verkadefabriek.
- Meelfabriek Koudijs (De Heus) is een evenementenlocatie.
- De ijzergieterij Dufay is een skateboardhal.

In juni 2013 werd onder de naam Boschveld Boulevard door de gemeenteraad een (burger)initiatiefvoorstel aangenomen om langs de Boschveldweg te komen tot een inrichting die een verbinding maakt van het Centraal Station naar 'het culturele hart van 's-Hertogenbosch'. In 2016 werden de werkzaamheden uitgevoerd, inclusief een special lichtproject onder de naam 'Schaduw&Licht' waarmee panden, bomen en de straat met speciale projecttoren op kunstzinnige wijze worden aangelicht.

## Impressie van de bebouwing

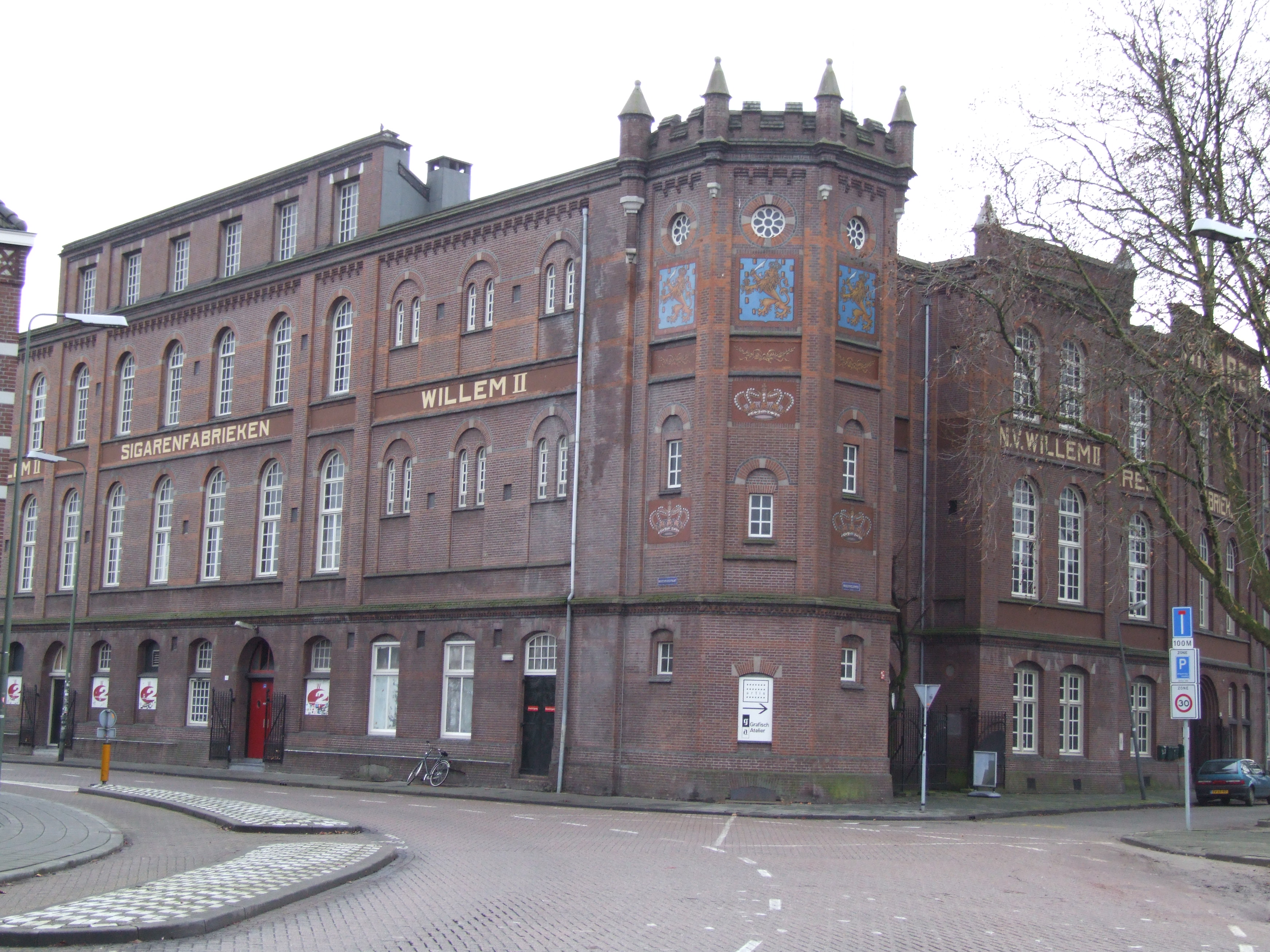
Het pand van Goulmy & Baar aan de Boschveldweg
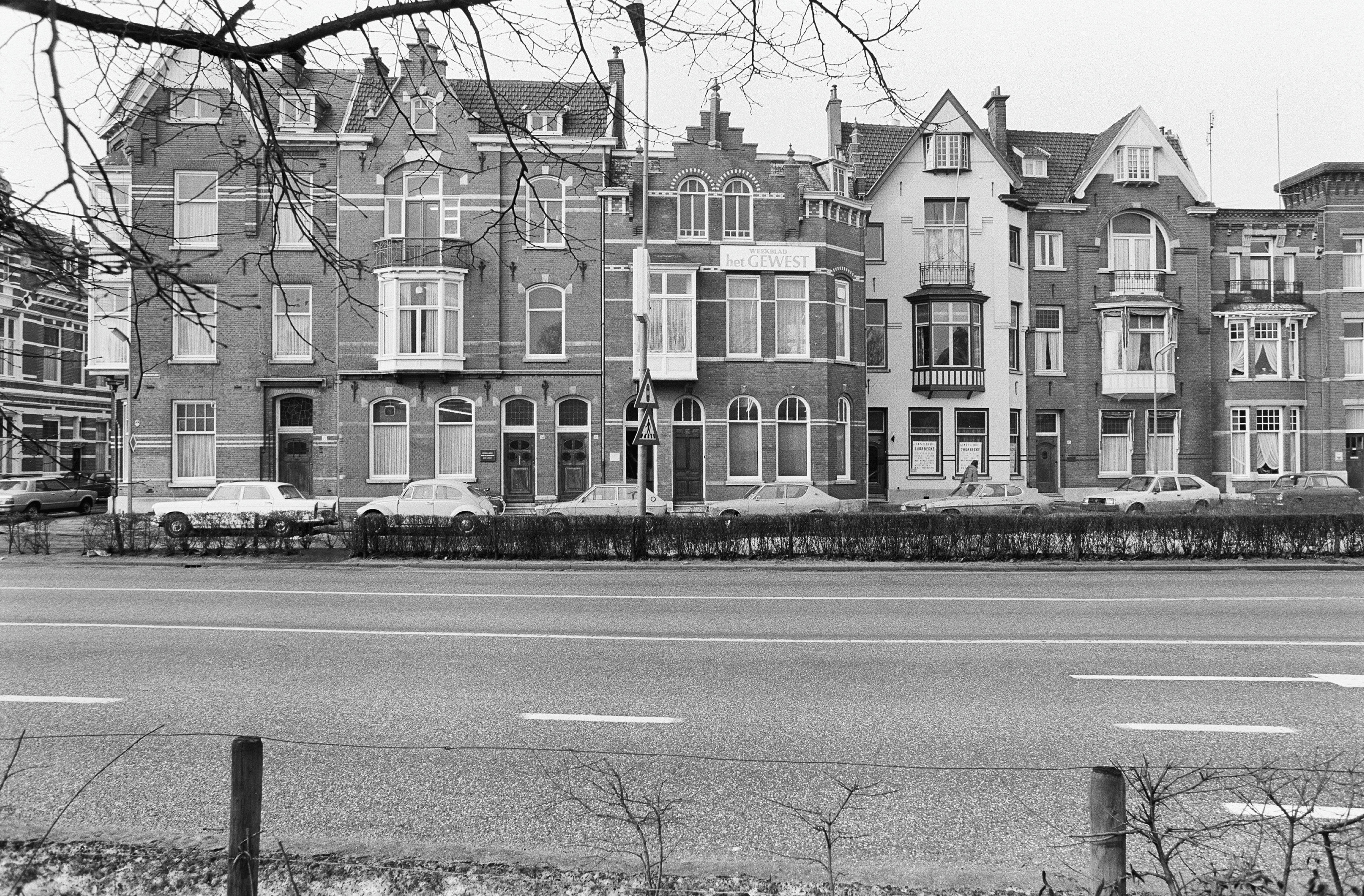
Julianaplein 21-35
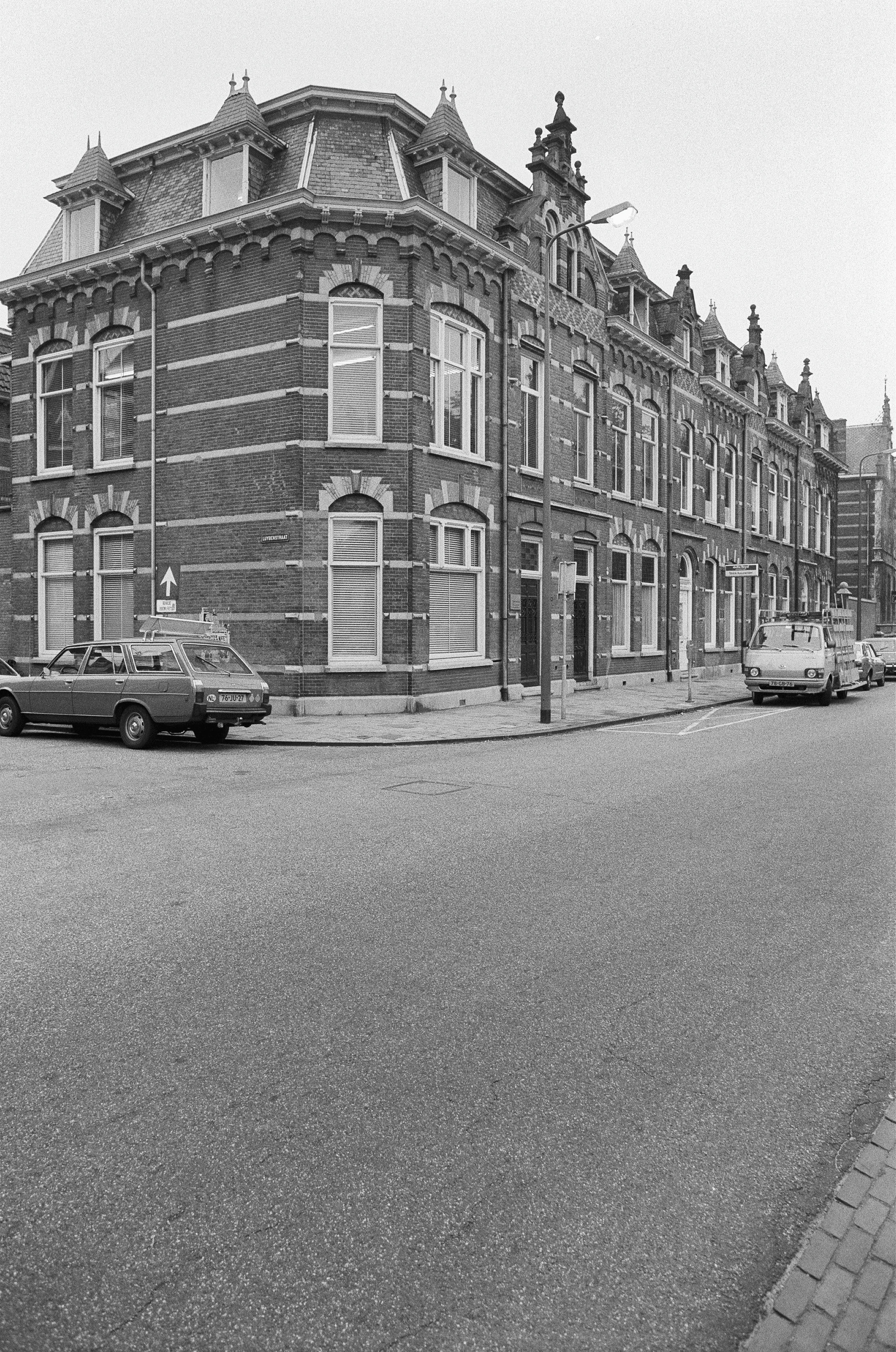
Van Der Does De Willeboissingel 1-5
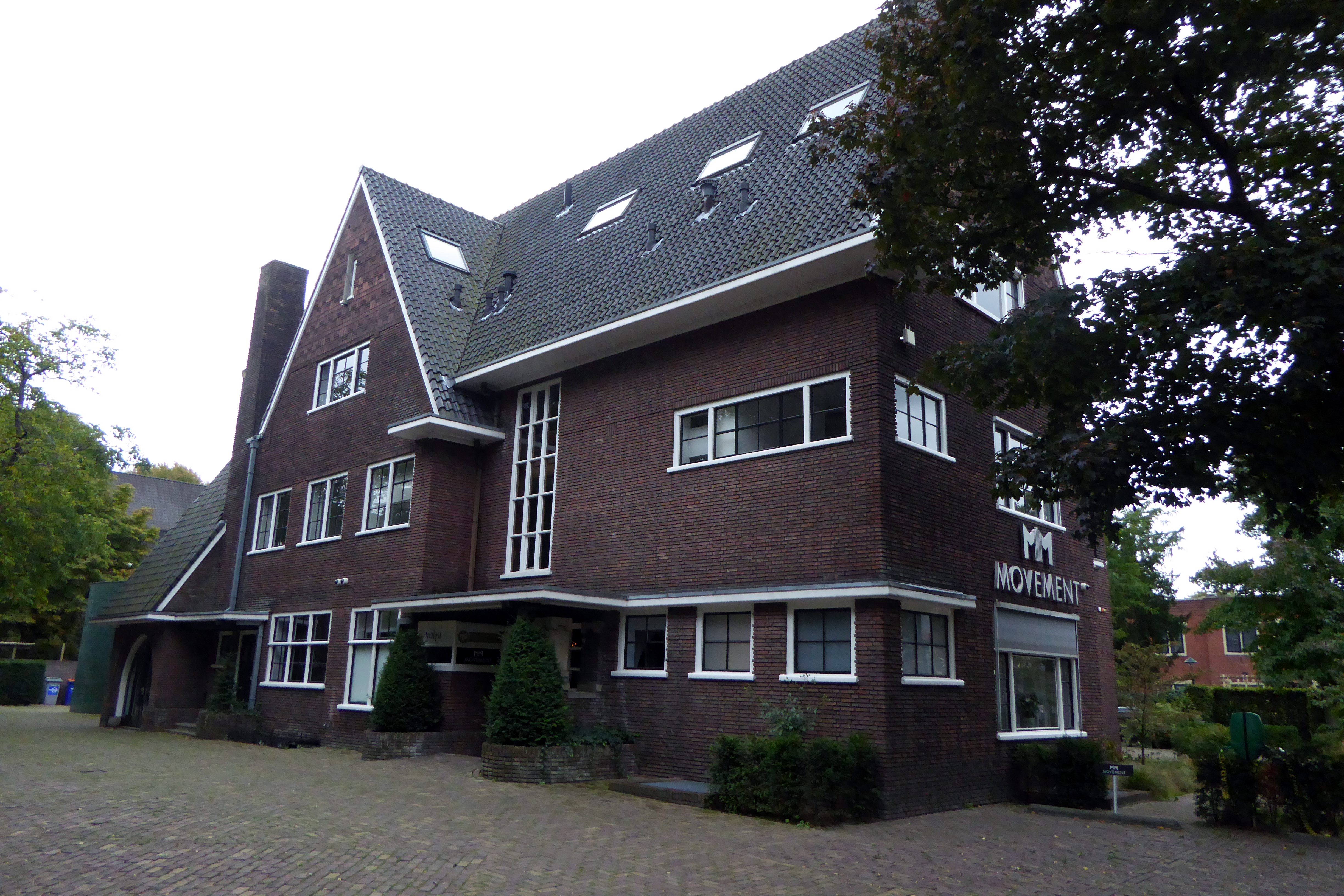
Koningsweg 2
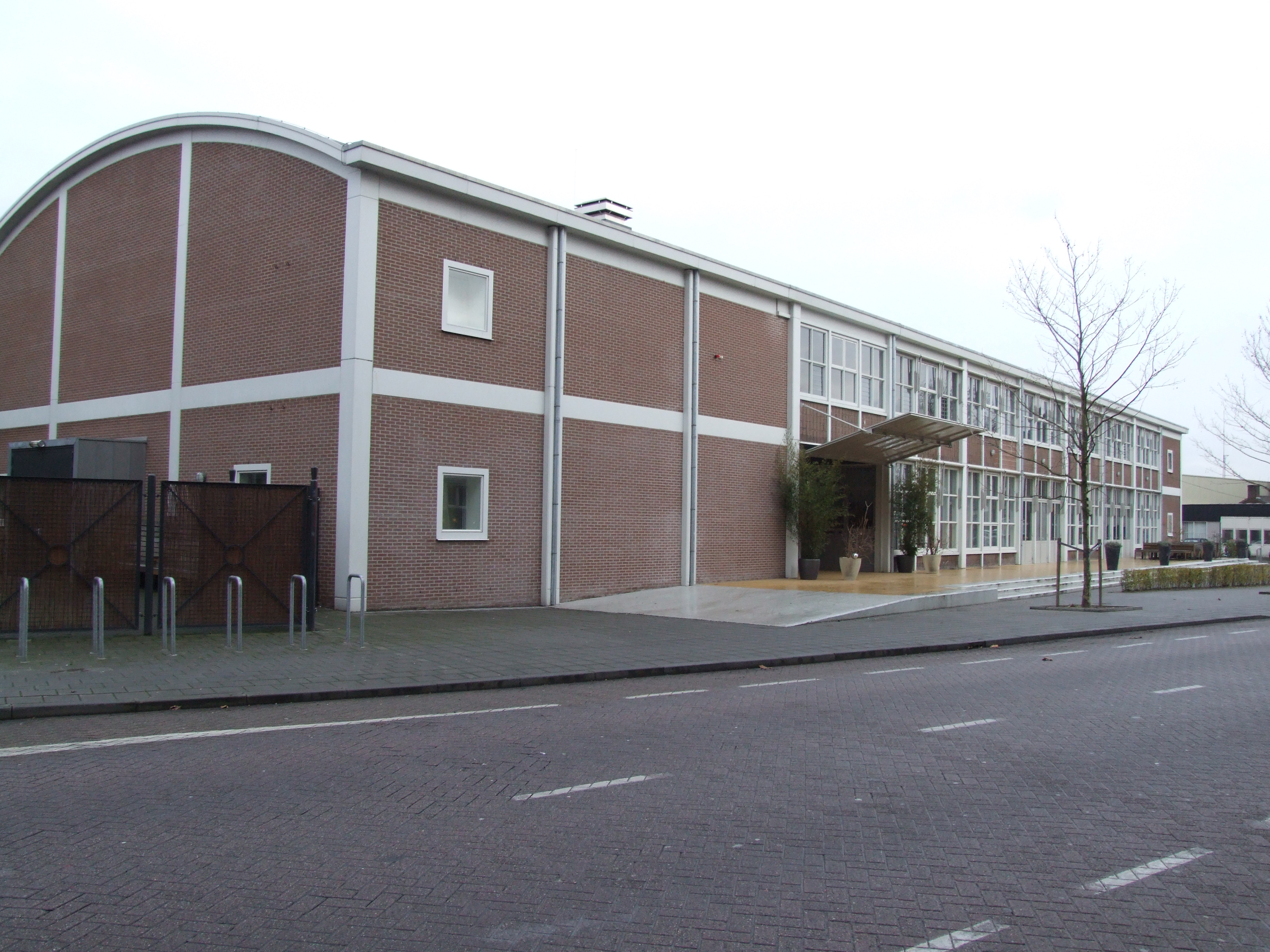
Verkadefabriek